# 一手住宅物業銷售監管局
一手住宅物業銷售監管局（英語：Sales of First-hand Residential Properties Authority，縮寫為SRPA）為香港政府房屋局轄下的部門，主要負責執行《香港法例》第621章《一手住宅物業銷售條例》，監管地產發展商必須按照條例提交合適的售樓說明書、價單及提供示範單位等。

## 組織
- 一手住宅銷售物業監管局：由一名首長級乙級政務官（首長級薪級第三點）出任專員，由一名首席行政主任出任副專員，另外由一支由30名綜合專業人士所組成的隊伍，包括屋宇測量師及產業測量師等，共32名人員。
  - 巡查及監控組，負責查核售樓書、價單及樓盤廣告。
  - 調查及檢視條例遵守情況組，負責調查違反條例的個案。
  - 投訴組，負責接收投訴。
  - 行政及公眾教育組，負責行政及公眾教育。

## 歷史
為了加強規管新樓宇的銷售，運輸及房屋局於2012年11月表示計劃於2013年4月29日成立一手住宅銷售物業監管局。
2012年12月月初，立法會房屋事務委員會將會討論開設首長級職位的事宜。
2022年，因應決策局重組，一手住宅物業銷售監管局改屬房屋局。

## 歷任專員
1. 馮建業（2013年4月29日—2016年5月23日）
2. 陳鈞儀（2016年5月24日—2021年12月）
3. 陳嘉信（2020年12月-2022年7月25日）
4. 王明慧 （2022年7月26日至今）

## 售樓說明書
1. 發展項目的售樓說明書的封面上，必須印明“Sales Brochure”及“售樓說明書”字樣作為其標題。
2. “Sales Brochure”字樣的字母的大小不得小於18點Times New Roman字體的相同的字母。
3. “售樓說明書”字樣的字的大小不得小於18點新細明體字體的相同的字。
4. 如果第（1）、（2）或（3）遭違反，賣方即屬犯罪，可處第6級罰款（即100000元）。

## 批評
銷監局指由新例生效至2015年3月底，累積有160個樓盤推售，接獲119宗投訴，以銷售安排、失實陳述及樓書投訴最多，惟至今仍未正式作出檢控，文件亦未有披露詳細情况。局方強調已經就投訴個案、巡查發現的違規情況及傳媒查詢的懷疑違例個案，進行立案調查，亦已經陸續將涉嫌違規的調查結果，提交律政司刑事檢控科考慮。

## 案件
2023年4月，一名代理在2019年12月推售青衣新盤明翹匯期間因兩度傳布涉及虛假或誤導性資料被當局檢控，遭觀塘裁判法院裁定罪成，並監禁兩個月，成為一手條例立法10年來首宗判囚。

## 外部連結
- 香港特別行政區政府 一手住宅物業銷售監管局 （页面存档备份，存于）